# Reyna Isis
Reyna Isis (spanska: Drottning Isis), född 8 februari 1993 i Naucalpan i delstaten Mexiko är artistnamnet för en mexikansk luchador (fribrottare). Sedan 2015 har hon framträtt i Consejo Mundial de Lucha Libre och sedan 2018 så brottas hon regelbundet i förbundet, på de flesta evenmang. Hon uppträder som en ruda, det vill säga en ond karaktär.
Som många andra mexikanska fribrottare uppträder hon med mask, enligt traditionerna inom lucha libre. Hennes riktiga namn och identitet är således inte känt av allmänheten. Reyna Isis mask, namn och karaktär är inspirerade av den egyptiska gudinnan Isis.

## Biografi
Reyna Isis började träna fribrottning 2012, precis efter att hon gått ut gymnasiet. Hon lärdes upp av de välmeriterade tränarna och tidigare fribrottarna Arkangel de la Muerte och El Hijo del Gladiador. Medan hon tränade för att göra sin debut i Consejo Mundial de Lucha Libre skaffade hon sig erfarenhet genom att brottas på mindre, oberoende evenemang under namnet Isis.
Sedan 2015 började hon synas i TV i CMLL, men då endast som passiv medlem i gruppen Los Guerreros Tuareg (med Arkangel de la Muerte, Nitro och Hooligan. Hon började att brottas regelbundet på evenemang först i början av 2018.
Efter fem år i CMLL utan några framgångar fick hon plötsligt chansen att brottas om titeln Campeonato Nacional Femenil på det största årliga evenemanget i förbundet, CMLL Aniversario 87, den 25 september 2020. Och mycket överraskande så besegrade hon den regerande mästaren La Metalica som föll i sin tredje försvarsmatch och Reyna Isis erhöll titeln. Hon har ännu (20 december 2020) inte försvarat titeln, men det är mycket troligt att hon kommer att behöva försvara titeln mot La Jarochita, troligtvis i början av 2021. Reyna Isis och La Jarochita är sedan länge rivaler.
I oktober 2020 bildades den andra inkarnationen av gruppen Más Bonita, där Reyna Isis, tillsammans med Mystique och Estrellita utgör medlemmarna.